# NHL:s amatördraft 1963

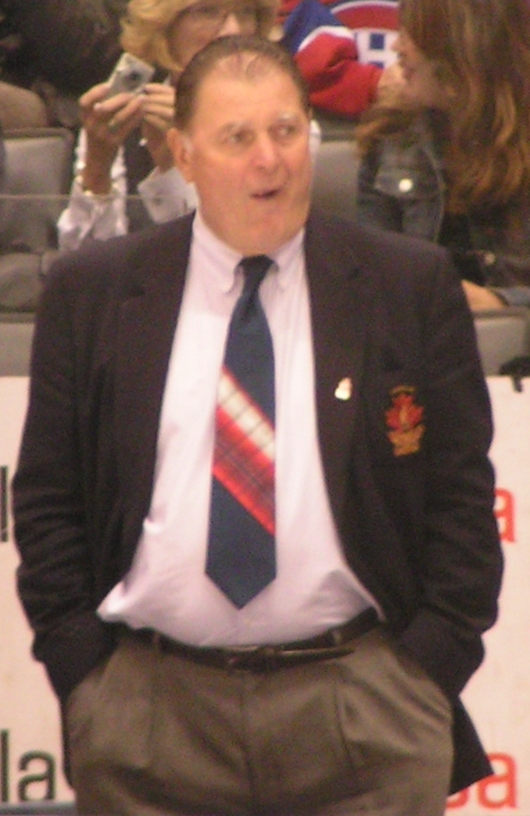
Peter Mahovlich valdes av Detroit Red Wings som andre spelare totalt.

NHL:s amatördraft 1963 var den första draften i nordamerikanska ishockeyligan National Hockey League och hölls den 5 juni 1963 på hotellet Queen Elizabeth Hotel i Montréal, Québec i Kanada. Den kanadensiska ishockeyforwarden Garry Monahan valdes som nummer ett av Montreal Canadiens.

## Draftval

### Första rundan
Källa: 
| Nr | Spelare              | Nationalitet | NHL–organisation    | College–/Junior–/Klubblag      |
| -- | -------------------- | ------------ | ------------------- | ------------------------------ |
| 1  | Garry Monahan (C)    | Kanada       | Montreal Canadiens  | St. Michael's Buzzers (MetJHL) |
|    |                      |              |                     |                                |
| 2  | Peter Mahovlich (HF) | Kanada       | Detroit Red Wings   | St. Michael's Buzzers (MetJHL) |
| 3  | Orest Romashyna (VF) | Kanada       | Boston Bruins       | New Hamburg Firebirds (CJCHL)  |
| 4  | Al Osborne (HF)      | Kanada       | New York Rangers    | Weston Dodgers (MetJHL)        |
| 5  | Art Hampson (B)      | Kanada       | Chicago Black Hawks | Trenton Midgets (OAAAMHL)      |
| 6  | Walt McKechnie (C)   | Kanada       | Toronto Maple Leafs | London Nationals (WJBHL)       |

### Andra rundan
Källa: 
| Nr | Spelare              | Nationalitet | NHL–organisation    | College–/Junior–/Klubblag        |
| -- | -------------------- | ------------ | ------------------- | -------------------------------- |
| 7  | Rodney Presswood (B) | Kanada       | Montreal Canadiens  | Georgetown Midgets (OAAAMHL)     |
| 8  | Bill Cosburn (C)     | Kanada       | Detroit Red Wings   | Bick's Pickles Midgets (OAAAMHL) |
| 9  | Terrance Lane (C)    | Kanada       | Boston Bruins       | Georgetown Midgets (OAAAMHL)     |
| 10 | Terry Jones (C)      | Kanada       | New York Rangers    | Weston Midgets (OAAAMHL)         |
| 11 | Wayne Davison (C)    | Kanada       | Chicago Black Hawks | Georgetown Midgets (OAAAMHL)     |
| 12 | Neil Clairmont (VF)  | Kanada       | Toronto Maple Leafs | Parry Sound Midgets (OAAAMHL)    |

### Tredje rundan
Källa: 
| Nr | Spelare             | Nationalitet | NHL–organisation    | College–/Junior–/Klubblag            |
| -- | ------------------- | ------------ | ------------------- | ------------------------------------ |
| 13 | Roy Pugh (C)        | Kanada       | Montreal Canadiens  | Aurora Bears (SOJCHL)                |
| 14 | Roger Bamburak (HF) | Kanada       | Boston Bruins       | Isaac Brock Secondary School         |
| 15 | Mike Cummings (VF)  | Kanada       | New York Rangers    | Georgetown Midgets (OAAAMHL)         |
| 16 | Bill Carson (B)     | Kanada       | Chicago Black Hawks | Brampton Midgets (OAAAMHL)           |
| 17 | Jim McKenny (B)     | Kanada       | Toronto Maple Leafs | Toronto Neil McNeil Maroons (MetJHL) |

### Fjärde rundan
Källa: 
| Nr | Spelare          | Nationalitet | NHL–organisation    | College–/Junior–/Klubblag            |
| -- | ---------------- | ------------ | ------------------- | ------------------------------------ |
| 18 | Glen Shirton (B) | Kanada       | Montreal Canadiens  | Port Colborne Midgets (OAAAMHL)      |
| 19 | Jim Blair (C)    | Kanada       | Boston Bruins       | Georgetown Midgets (OAAAMHL)         |
| 20 | Cam Allison (B)  | Kanada       | New York Rangers    | Portage la Prairie Terriers (CMJHL)  |
| 21 | Gerry Meehan (C) | Kanada       | Toronto Maple Leafs | Toronto Neil McNeil Maroons (MetJHL) |